# (29314) Эвридамант
(29314) Эвридамант (лат. Eurydamas) — типичный троянский астероид Юпитера, движущийся в точке Лагранжа L5, в 60° позади планеты. Астероид был открыт 8 февраля 1994 года бельгийским астрономом Эриком Эльстом в обсерватории Ла-Силья и назван в честь Эвридаманта, одного из героев Троянской войны.

Орбита астероида Эвридамант и его положение в Солнечной системе